# Amblyopone ferruginea
Amblyopone ferruginea é uma espécie de formiga do gênero Amblyopone.